# Kaspla-2
Kaspla-2 (ros. Каспля-2) – wieś (ros. село, trb. sieło) w zachodniej Rosji, w kasplańskim osiedlu wiejskim w rejonie smoleńskim w obwodzie smoleńskim.

## Geografia
Miejscowość położona jest nad jeziorem Kaspla oraz rzekami Kaspla i Żywyń, przy drodze regionalnej 66K-11 (Niżniaja Dubrowka – Michajlenki), 2 km od drogi regionalnej 66N-1809 (Pyndino – Zamoszczje), 21 km od drogi regionalnej 66A-71 (Olsza – Nowyje Batieki), 16 km od drogi magistralnej M1 «Białoruś», 20,5 km od drogi federalnej R120 (Orzeł – Briańsk – Smoleńsk – Witebsk), w sąsiedztwie (na drugim brzegu Kaspli) centrum administracyjnego osiedla wiejskiego (Kaspla-1), 35 km od Smoleńska, 17 km od najbliższego przystanku kolejowego (Lelekwinskaja).
W granicach miejscowości znajdują się ulice: Eniergietikow, Melioratorow, Mołodiożnaja, Nabierieżnaja, Raboczaja, Smolenskaja, Smolenskij pierieułok, Studienczeskaja, Szkolnaja, Zagorskaja, Zariecznaja.

## Demografia
W 2010 r. miejscowość zamieszkiwało 736 osób.

## Historia
W czasie II wojny światowej od lipca 1941 roku wieś była okupowana przez hitlerowców. Wyzwolenie nastąpiło we wrześniu 1943 roku.
Latem 1942 roku na drodze Kaspla – Smoleńsk wysadzono samochód niemieckiego komendanta wojskowego. Na rozkaz kolaborującego z nazistami oficera białoruskich oddziałów Schutzmannschaft Kasmowicza sporządzono listę 158 mieszkańców do eksterminacji, która nastąpiła 1 lipca 1942 roku.